# Shūkanshi
Shūkanshi (jap. 週刊誌) – japońskie określenie tygodników publikowanych w Japonii, w tym politycznie prowokacyjnych cotygodniowych tabloidów.
Jak opisują Adam Gamble i Takesato Watanabe w swojej książce „A Public Betrayed”, gatunek ten jest często opisywany jako dziwna mieszanka różnych rodzajów amerykańskich magazynów, w tym Newsweek, The New Yorker, People, Penthouse i The National Enquirer.
W Japonii tygodniki (shūkanshi) publikowały antysemickie artykuły, a Shūkan Bunshun, Marco Polo i Shūkan Shinchō wielokrotnie publikowały artykuły zaprzeczające Holokaustowi. Takie magazyny były również źródłem artykułów zniesławiających pobliskie kraje, zwłaszcza Koreę Południową. A także naruszających prywatność celebrytów, na przykład magazyn Bubka był przedmiotem procesu sądowego w 2002 roku za opublikowanie nieautoryzowanych zdjęć z dzieciństwa kilku japońskich idoli. Japoński Sąd Najwyższy nakazał gazecie Shūkan Shinchō wypłacenie odszkodowania członkowi organizacji Sōka Gakkai za opublikowanie bezpodstawnego oskarżenia o morderstwo, krytykując ją także za opublikowanie sensacyjnego artykułu na temat kontrowersyjnej paleolitycznej osady w Japonii. Magazyn został również zganiony za publikowanie nazwisk i zdjęć nieletnich, którzy zostali oskarżeni o popełnienie przestępstw, jeszcze przed rozpoczęciem ich procesów.